# Andrés de San Miguel
Andrés de Segura de la Alcuña (Medina Sidonia, España 1577-San Andrés de Salvatierra, Guanajuato, Nueva España, 1644) conocido como Fray Andrés de San Miguel, fue un fraile carmelita, marinero, arquitecto, ingeniero hidráulico, matemático, y autor de varios tratados.

## Biografía
En 1594 llegó a la Nueva España con la Nao Santa María de la Merced y al regresar a España una tormenta hace naufragar la nave y Andrés de Segura junto con parte de la tripulación se salvan en una embarcación improvisada, en la que doce días después llegan a las costas de la Florida. En el viaje, Andrés hace la promesa de entrar a la orden del Carmen si se salva. Después de un tiempo en la armada, regresa a la nueva España en 1598 y cumple su voto entrando al convento del Carmen de la ciudad de Puebla de los Ángeles, donde recibe el nombre de Fray Andrés de San Miguel.
El resto de su vida, Fray Andrés de San Miguel se dedica al estudio de la arquitectura y a la construcción de los conventos de la orden, destacando como arquitecto e ingeniero hidráulico y dejando testimonio de todo el arte de su época (en arquitectura) en sus tratados, siendo el único arquitecto de su siglo del cual se conservan escritos. Fue un hombre ilustrado que también realizó escritos sobre bóvedas, mecánica, bombas hidráulicas (basado en sus experiencias en barcos), acueductos, vitrales, jardinería, arqueología, astronomía y destaca un tratado de carpintería mudéjar, donde muestra su interés en el trazado y decoración de artesonados.
Entre 1629 y 1632 construyó el puente del río Lerma en el camino entre la Ciudad de México y Toluca. Proyectó y dirigió la construcción del primer convento carmelita del desierto de los Leones —el que se conserva actualmente fue construido a principios del siglo XVIII por el arquitecto José Miguel de Rivera Saravia—, así como los conventos de  Santiago de Querétaro, San Andrés de Salvatierra y el colegio de San Ángel.—siendo este último su obra maestra—, dotándolos también de acueductos y sofisticados sistemas de agua, gracias a sus conocimientos en ingeniería hidráulica, destacando su diseño del impresionante aljibe del convento de San Ángel, del cual se conserva una parte en la casa de cultura Jaime Sabines. Pero su consagración en la materia vino cuando el virrey le encomienda corregir el tajo del desagüe de la Ciudad de México, que había construido Enrico Martínez, el cual años atrás había sido criticado duramente por Fray Andrés por los errores en su obra, que propiciaron la inundación de 1629.
Su última obra fue el convento de San Angelo Martir en Salvatierra, Gto. En donde murió en 1652, sin ver terminado el Puente de los Carmelitas (hoy Puente de Batanes), obra que le encargaron para el paso sobre el río Lerma. 

## Obras destacadas
- Convento carmelita del Desierto de los Leones (Destruido en su mayor parte)
- Convento carmelita de Santiago de Querétaro
- Colegio carmelita de San Ángel
- Convento carmelita de San Andrés de Salvatierra
- Puente de Batanes en San Andrés de Salvatierra
- Puente de Lerma en el Estado de México

## Galería
|                               |
| Templo del Carmen, San Ángel. |

|                                           |
| Templo del Carmen, Santiago de Querétaro. |

|                                     |
| Acueducto del colegio de San Ángel. |

|                                        |
| Puente de Lerma en el Estado de México |

|                                                             |
| Puente de batanes en San Andrés de Salvatierra, Guanajuato. |